# Filip Popiwczak
Filip Popiwczak (ur. 10 października 2005) – polski siatkarz, grający na pozycji libero.
Jego ojciec Dariusz był siatkarzem i również grał jako libero. Jego o 9 lat starszy brat Jakub, również jest siatkarzem i gra na tej samej pozycji co Filip.
Mama była koszykarką.
22 kwietnia 2023 roku w 1 meczu półfinałowym PlusLigi 2022/2023 pomiędzy drużynami Aluronu CMC Warty Zawiercie i Jastrzębskiego Węgla zastąpił kontuzjowanego Maksymiliana Graniecznego na pozycji libero i równocześnie wraz ze starszym bratem Jakubem wystąpił w pierwszej drużynie Jastrzębskiego Węgla.

## Sukcesy klubowe

### młodzieżowe
Mistrzostwa Województwa Śląskiego Kadetów:
- 2021[7]

Mistrzostwa Polski Kadetów:
- 2022[8]

Mistrzostwa Województwa Śląskiego Juniorów:
- 2023[9]

Mistrzostwa Polski Juniorów:
- 2023[10]

## Nagrody indywidualne
- 2021: Najlepszy libero Mistrzostw Województwa Śląskiego Kadetów[11]
- 2023: Najlepszy libero Mistrzostw Województwa Śląskiego Juniorów[12]